# Марк Седаций Севериан
Марк Седаций Севериан (на латински: Marcus Sedatius Severianus; * 105; † 161 г.) e политик, сенатор и генерал на Римската империя през 2 век от Галия. Пълното му име е на латински: Marcus Sedatius C(aii) f(ilius) Severianus Iulius Acer Metillius Nepos Rufinus Ti(berius) Rutilianus Censor.
Севериан първо е квестор, след това 140 г. става народен трибун. Става легат на V Македонски легион в Troesmis в Добруджа в Долна Мизия. Легат е на XIII Близначен легион и 151 – 152 г. управител на провинция Дакия.
През юли 153 г. Севериан е суфектконсул заедно с Публий Септимий Апер (чичо на император Септимий Север).
След това към края на 150-те години той е легат на Кападокия, където има загуба против Вологаз IV и е убит през 161 г. при Елегея. Сменен е от Марк Стаций Приск Лициний Италик.
Севериан е баща на Marcus Sedatius M(arci) f(ilius) Severus Iulius Reginus.